# مدفع جيني

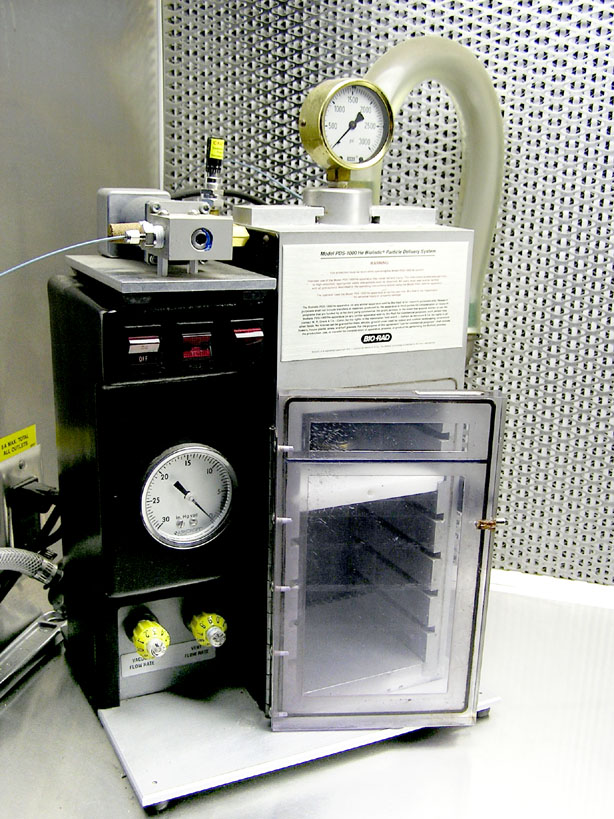
جهاز مدفع جيني PDS-1000/He

المدفع الجيني (ملاحظة 1) هو جهاز يستخدم في العلوم الحيوية والهندسة الوراثية لإحداث عملية تحوّل (تغيير في الجينات) عن طريق دنا خارجي (جين منتقل Transgene) إلى الخلايا.

مبدأ عمل الجهاز

تتم العملية عن طريق إكساء جسيمات من عنصر كيميائي، وخاصة من الفلزات الثقيلة مثل جسيمات الذهب، بالبلازميد؛ ثم قذفها على الخلايا المستهدفة.
جرى تطبيق المدفع الجيني على الخلايا لأول مرة سنة 1987 من مجموعة بحثية في جامعة كورنيل.